# Додеканесская операция
Додеканесская операция (англ. Dodecanese campaign) — военная операция британских войск по захвату архипелага Додеканес во время Второй мировой войны.

## Ход операции
После переворота в Италии, свергнувшего Муссолини, и выхода в начале сентября 1943 года страны из войны, её войска покинули архипелаг Додеканес, принадлежавший Италии ещё до войны. Великобритания решила захватить острова, чтобы использовать их как базу для наступления на Балканский полуостров.
В начале октября 1943 года Черчилль писал Рузвельту: «Я считаю, что Италия и Балканский полуостров в военном и политическом отношениях представляют собой единое целое, и именно в этом районе мы должны предпринять активные действия». Как отмечает американский историк М. Мэтлофф, «захват острова Родос мог рассматриваться как предварительный шаг к началу серии операций в восточной части Средиземного моря и далее — на Балканах». 
Готовясь к захвату Родоса, союзники 13—16 сентября осуществили высадку десантов на острова Кос, Лерос, Самос. Однако закрепиться здесь им не удалось. 3 октября немецкие морские и воздушные десанты высадились на остров Кос. В следующие 2 месяца продолжалась борьба за архипелаг, в которой отличилось люфтваффе (как авиачасти, так и парашютисты). К середине ноября стало очевидно: в Эгейском море англичане потерпели неудачу. 13 ноября британцы эвакуировались с острова Самос. 16 ноября пал Лерос. Из находившихся на Леросе 5 тысяч англичан около 2 тысяч были убиты и ранены, остальные попали в плен. Британские сухопутные и морские силы понесли большие потери, армейские подразделения были в ноябре эвакуированы или сдались. Это была одна из последних крупных побед Германии в войне.
«Провал этой с самого начала плохо продуманной операции,— считают английские историки,— объясняется излишней самоуверенностью союзников и их пренебрежением к одному из основных принципов современной войны, а именно: войска и корабли, изолированные от основных сил и не имеющие поддержки с воздуха, не могут долго продержаться, если противник в критический момент успешно использует свою авиацию».